# Santa Anita Huiloac
Santa Anita Huiloac es una localidad de México, ubicada en el Municipio de Apizaco en el estado de Tlaxcala. 
Entre sus principales atractivos está el templo de Santa Anita, del siglo XVIII, en piedra y adobe, con un aplanado blanco, una cruz atrial y un órgano que es de las pocas reliquias barrocas que aún se conservan en buen estado. Su fiesta se festeja el 26 de julio. Esta comunidad cuenta con camadas de huehues y tiene entre sus habitantes destacados artistas y deportistas.

## Etimología De La Palabra Huiloac

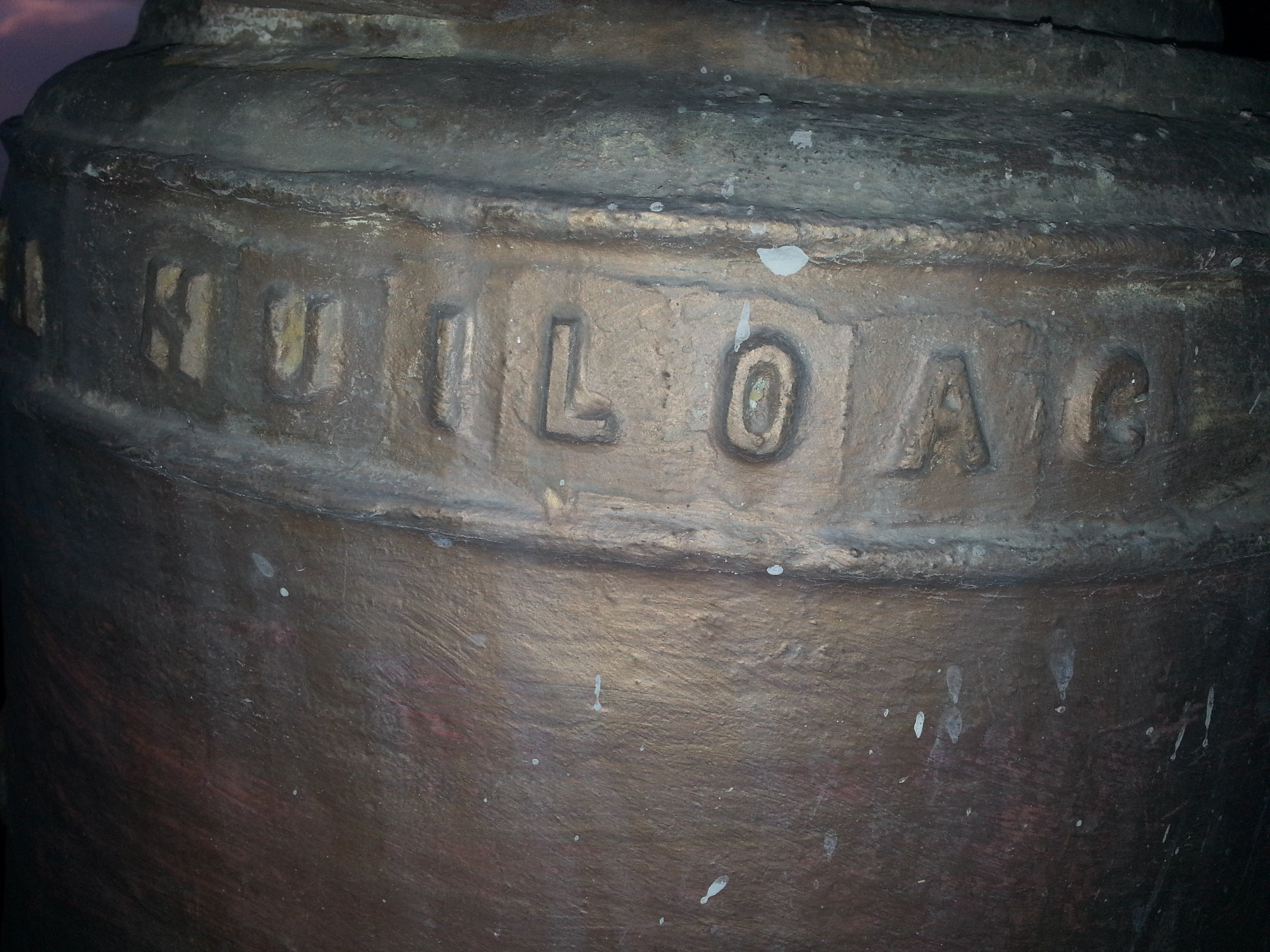
Antigua campana de la Iglesia de Santa Anita Huiloac

Durante mucho tiempo se ha transformado tanto la palabra HUILOAC como su significado; mencionaremos dos, el primero y el último o actual: el primero surge en 650 d. C. se menciona con mezcla de dos dialectos otomí-tolteca kuau’iitl=árbol y akuiilotl= mosquito de río; ambas se fusionaron y surgió la palabra kuauiilok-atl; agregando el término olmeca-xicalanco lok-lotl = zumbido , ruido; cuando llegan a Huiloac los Chichimecas, agregan el último de dos términos: tzingo= grado, alto, cargo, noble, honor , y cambia bajo la idea-expresiva sustantiva su pronunciación a huiloactzingo. 
Actualmente HUILOAC en lengua náhuatl quiere decir: HUILOC=paloma atl –ac= agua, lugar de palomas de agua o donde beben la aves. Cabe mencionar que hay un tipo de ave autóctono único en esta región al que hace referencia, llamado Paloma chichicuhilona, o huilona.

## Historia

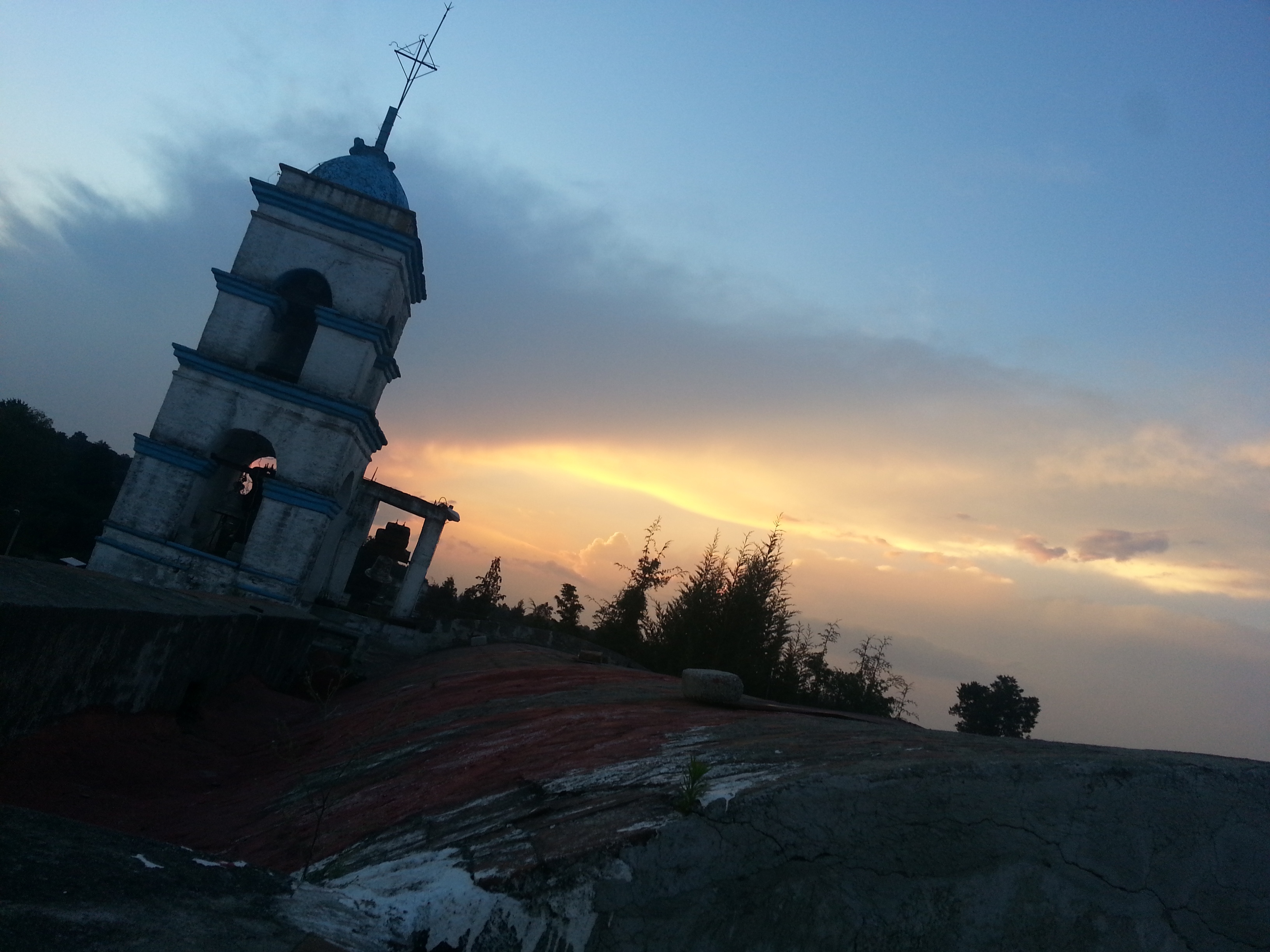
Atardecer junto a la antigua iglesia de Santa Anita Huiloac

El fundador del pueblo de SANTA ANITA HUILOAC en aquel tiempo 650 a 700 d. C. fue un comerciante-sacerdote; teopixqui- pochtecayotl- llamado: kuau’iiitl - ahuilotl (en el árbol paran los mosquitos de agua) hoy libélulas; dando origen al pueblo con su nombre y descendientes ; hasta HUiiTCiLiN el último teopixqui-pochtecatl, después tendría el teokalli-huiloac varios nombres no cambiando totalmente su significado y etimología hasta hoy ; luego se llamó HUiLOACTZINGO por chichimecas-texcantecas. A la llegada de españoles se dio el nombre de SANTA ANITA HUILOAC (lugar donde beben las palomas y aves de agua de todos tamaños y colores).

## Antigua capilla abierta e iglesia de Santa Anita Huiloac

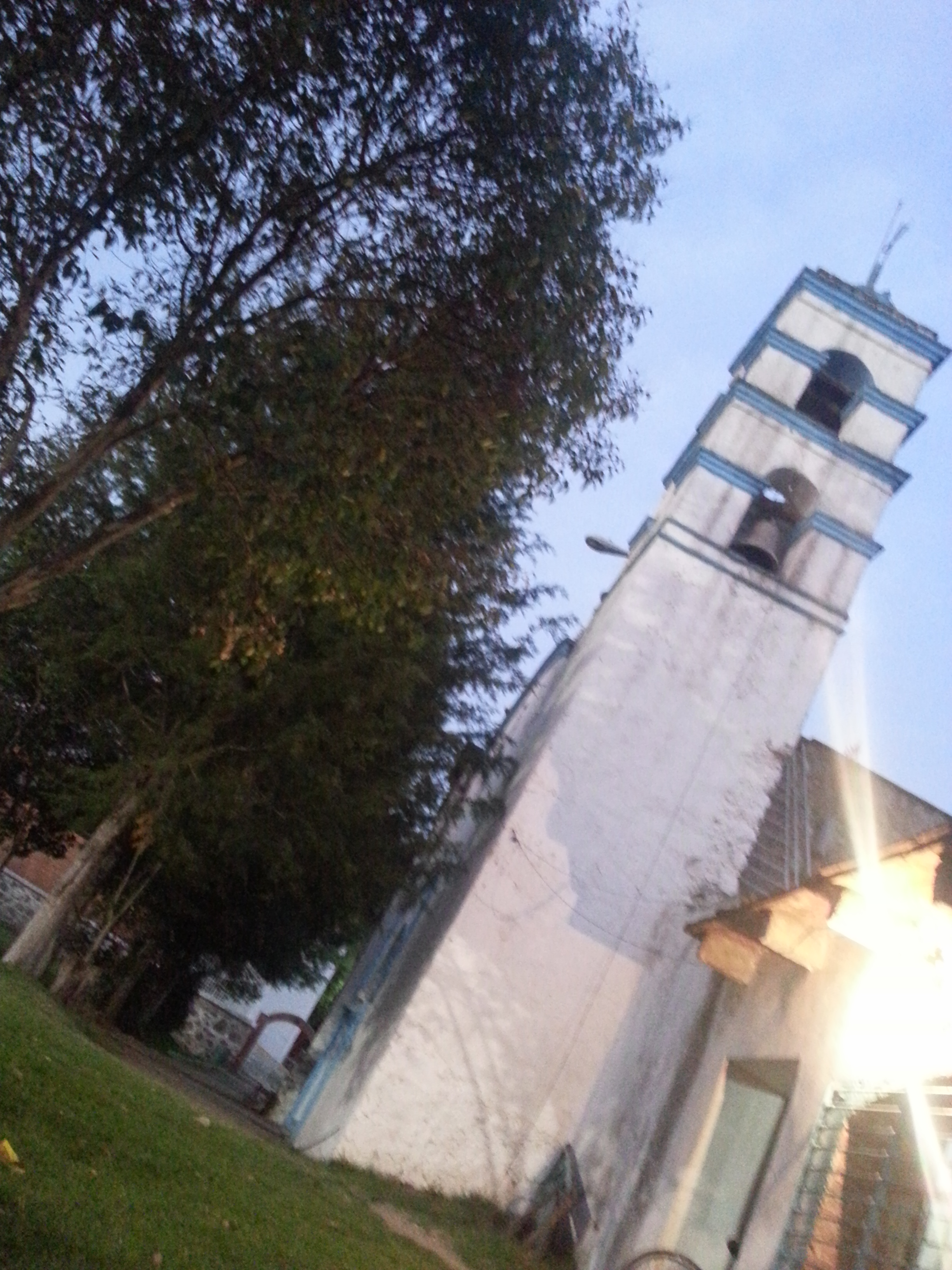
Exterior de la antigua Iglesia de Santa Anita Huiloac

La iglesia de Santa Anita Huiloac fue una construcción de los franciscanos, se edificó en 1722 pero su planeación empezó desde 1700; después de una serie de temblores, ciclones y granizadas se fueron perdiendo todos los cultivos y surgió el hambre, con ello epidemias de viruela y de peste cocoliztle, fiebres del chahuistle, y cólera. Se pensaba que por la influencia de los frailes terminarían las desgracias; posteriormente hubo un temblor que partió la tierra y se formaron las actuales barrancas del lugar y la mayoría de gente se fue a fundar San Miguel Contla, hoy parte del municipio de Santa Cruz, pero antes los macehualez o gente común (mayoría del pueblo) iba a misa en una capilla abierta, hecha en 1519, allí era el recinto de la imagen de la conquistadora o Virgen María y con un estandarte grabado con su imagen para celebrar la paz entre los señoríos de Tizatlán, Tozquihuatzingo,(Huiloac y otros calpullis pertenecían a este) Atlihuetzian, Tzompancingo o Tzompantepec.
Contla, Tecoac, y las tropas de Cortés, con totonacas, indios caribes , y un grupo de negros estuvieron en Xicontencatlhuhuetl. Los señores de estos señoríos y Fernando Hernán Cortés, con Malinalli Tepepal o doña Marina, Gerónimo de Aguilar, Pedro de Alvarado y capitanes de tropa; el 9 de septiembre de 1519 (después de hacer la paz en Tzompantepec) Cortés devolvió la libertad a la gente que días antes capturó y como señal de buena voluntad a cambio se empezó a adoctrinar a los macehuales de la zona, el fraile Fray Bartolomé de Olmedo fue el encargado de la misión, ya que este tenía mucha influencia con las tropas y con el mismo Cortés, pues le exigía a él y sus capitanes. 

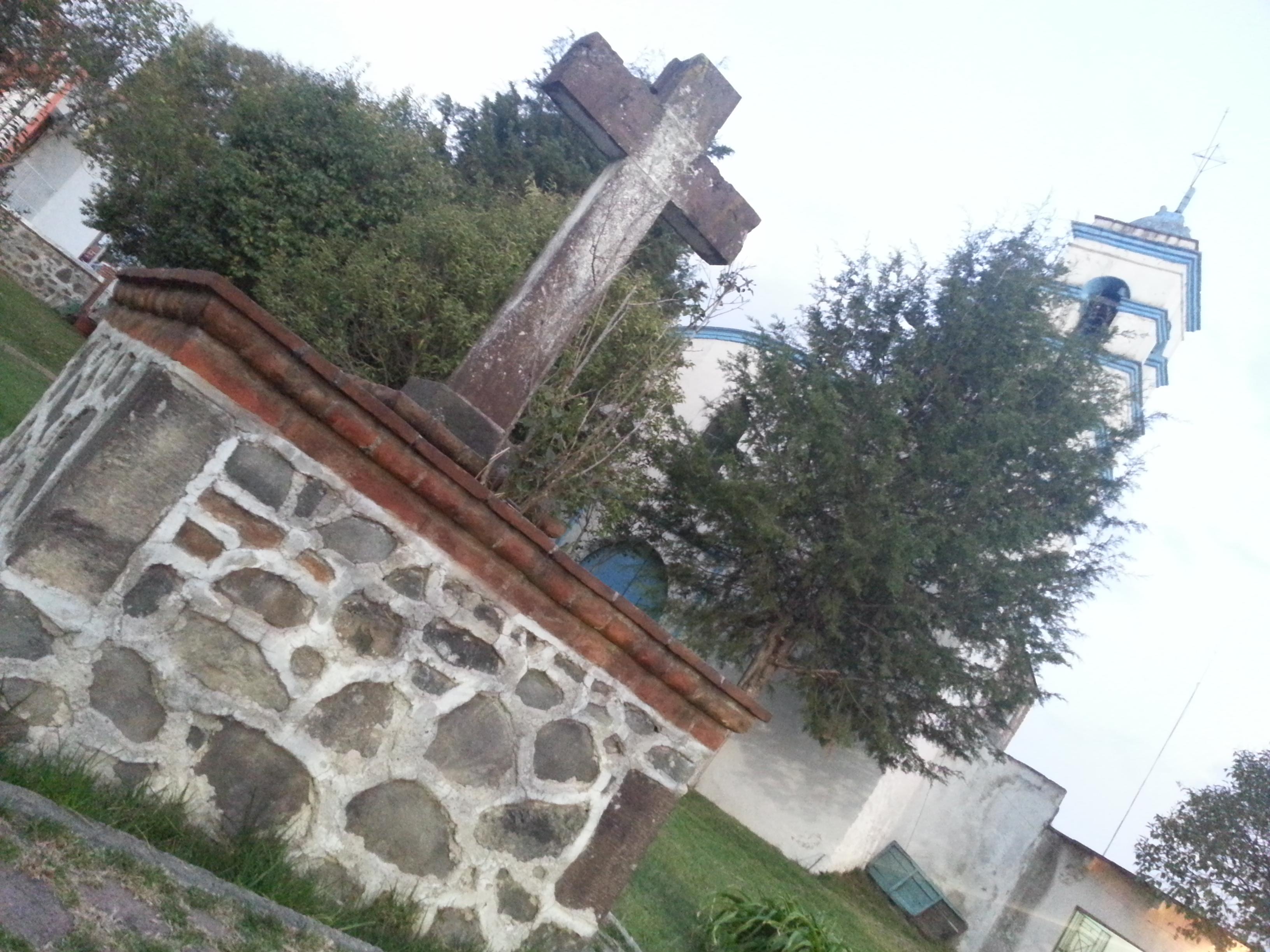
Antigua Cruz del atrio de la antigua Iglesia de Santa Anita Huiloac

Posiblemente una orden religiosa financió la expediccion incluyendo recursos del gobernador de cuba Diego de Velasco y cada soldado pagaba sus armas y gastos de viaje. Se cree que el día 6 y 7 de septiembre de 1519, Xicontecantl Axacantzin en parte realizó la paz por orden de los senadores y el consejo de ancianos con orden de su padre señor de Tizatlán, ya que habían llegado enviados de Moctezuma con regalos y propuestas para Cortés, esto alarmo al senado y ese fue motivo para pensar en una posible alianza antes de que los mexicas embajadores hablaran con el conquistador español, por eso también Xicontencatl Huhuetl y otros tlatoanis fueron a hablar con el capitán.
La capilla abierta media 1.70 de alto por 2 metros de ancho y dos de largo, era un altar hecho de ladrillo y piedra, aplanado de cal y pintado de azul como el jade, con mechones de fuego alumbrando a los costados para la Virgen Santa María, rodeada de flores de la temporada de la región dentro y fuera de esta; con una cruz de madera de 1.50. Esta imagen la llevaban viajando los frailes, de Tizatlán a Huiloac y Tzompactepec; esa misma imagen acompañó tanto a españoles como a sus aliados indígenas a la conquista de México Tenochtitlan en 1521.
A su regreso a Tlaxcala, Cortés y Pedro de Alvadaro decidieron regalar la imagen de la virgen a Xicotencatl Huhuetl, quien al morir en 1522 la regalo a Axoctecatl, tlatoani de Atlihuetzian quien la guardo en su casa hasta que los frailes se la quitaron (también se las pudo haber regalado), y se la llevaron al convento de la Asunción en Tlaxcala, y de vez en cuando regresaba al convento de Atlihuetzian después ya fundada puebla fue a parar a la catedral de Puebla (o eso se piensa).
En Huiloac las autoridades municipales derribaron la capilla entre 2004 y 2006, perdiéndose también las pinturas en miniatura que había de la Virgen María. Actualmente los pobladores edificaron una iglesia en un terreno donado por la familia Sánchez G. la cual es conocida como: Iglesia del Barrio de Guadalupe, terminando así 525 años de historia de Huiloac y Tlaxcala.

LOCALIZACION DE LA COMUNIDAD DE SANTA ANITA HUILOAC.
La población de Santa Anita Huiloac, se encuentra ubicada en el municipio de Apizaco, a nivel centro del estado de Tlaxcala. El cual colinda al norte con la ciudad de Apizaco, al sur con las fronteras del municipio de Amaxac de Guerrero, al este con San Miguel Contla municipio de Santa Cruz, y al oeste con Santa María Atlihuentzia municipio de Yauhquemehcan.
De acuerdo con la Información del Instituto Nacional de Estadística, el municipio de Apizaco comprende una superficie de 56.830 kilómetros cuadrados. De esta área la dividen las 7 comunidades del municipio, dando énfasis que Santa Anita Huiloac es la segunda población de las que tiene mayor territorio superficial.
CLIMA Y POBLACIÓN.
Por su ubicación geográfica, Santa Anita Huiloac presenta un clima templado-húmedo. Se caracteriza por ser lluvioso desde mayo hasta octubre. La temperatura máxima suele ser de 25 °C, mientras que la mínima está entre 5 y 3 °C. Según el INEGI (2010), cuenta con una población total de 7,183 habitantes (3,751 son mujeres y 3,432 hombres). Además, tiene un total aproximado de 1,738 viviendas.
INFORMACION TURISTICA
```
Turistas de la región a menudo visitan esta comunidad antes de las fechas de pascuas, ya que se lleva a cabo el tradicional carnaval.
Los habitantes se organizan con sus diversas camadas de huehues que bailan a los alrededores y centros de esta comunidad, y dan su última presentación de baile en el centro de Santa Anita llamándolo “Remate” siendo un día antes del miércoles de ceniza.
```

Los participantes de las camadas arreglan y personalizan sus propios vestuarios tanto hombres y mujeres; con tan coloridas telas y diversas formas, adornan con figuras bordadas con chaquira, chaquiron y cascabeles que suenan al ritmo de la música. Hombres adornan sus cabezas con penachos, con diversas plumas.